# Mratinci
Mratinci su selo u općini Bratunac, Republika Srpska, BiH.

## Stanovništvo

### Nacionalni sastav1991.
ukupno: 288
- Srbi - 218 (75,69%)
- Bošnjaci - 70 (24,31%)